# Harpactira tigrina
Harpactira tigrina là một loài nhện trong họ Theraphosidae.
Loài này thuộc chi Harpactira. Harpactira tigrina được miêu tả năm 1875 bởi Ausserer.